# DJ Mad Dog
DJ Mad Dog (* 2. November 1980 in Rom; bürgerlich Filippo Calcagni) ist ein italienischer DJ des Gabber- und Hardcore-Techno. Seit 2016 veröffentlicht er seine Musik unter seinem eigenen Label Dogfight Records.

## Karriere

### Musikalische Anfänge
Calcagni begann seine Karriere 1995 im Alter von 15 Jahren. Gemeinsam mit zwei Freunden gründete er eine Gruppe namens Hardcore Terrorists, die lediglich Anfang 1999 eine einzige EP namens Try To Make It Harder veröffentlichte. Während dieser Zeit wurde er langsam zu einem der gefragtesten Hardcore-DJs in Italien und veranstaltete große Ravepartys in Rom mit Hilfe des „Rome Hardcore Movement“. Mit 17 Jahren hatte er seinen ersten Auftritt im Qube Club in Rom.
Im Jahre 1998 fand in Rom der größte Hardcore Rave seiner Zeit statt, der etwa 3500 Besucher verzeichnen konnte. Dank seiner Erfahrung mit großen Raves verhalf seinen Freunden und ihm dies zu wachsender Aufmerksamkeit. Schlussendlich bekam er eine eigene Radioshow namens „Hardcore Nation“, die er gemeinsam mit seinem MC beim Sender Mondo Radio FM moderierte.

### Solokarriere
Im Sommer 2000 entschied er sich, die Gruppe zu verlassen und eine Solokarriere zu starten. Er nannte sich fortan DJ Mad Dog. Er bekam schnell einen Vertrag beim Label Traxtorm Records, das von The Stunned Guys gegründet worden war. In einem Interview mit dem Ape Magazine sagte er, dass „alles im Jahr 1993 begann, als die Szene noch sehr klein war. Es war perfekt für uns, denn andere DJs wie Noize Suppressor und Tommyknocker hatten in dieser Zeit ebenfalls ihre ersten Auftritte. 2000 hatte mich meinen ersten Auftritt in Holland, als ich meinen ersten eigenen Track veröffentlichte. Damals war ich 16, alles war wie ein Spiel.“
Er war gemeinsam Nico e Tetta, Tommyknocker, The Stunned Guys und Art of Fighters Teil der Gruppe Traxtorm Gangstaz Allied, die auch die Hymne Disposal Of Outer Power komponierten. Calcagni hatte auch Auftritte mit DJs der Gabber-Szene wie etwa DJ The Producer.
Im Jahre 2006 hatte er einen Auftritt bei A Nightmare in Rotterdam.

### Steigende Bekanntheit
Im Jahr 2010 veröffentlichte er seine EP mit dem Titel The Flow. Am 20. März 2011 veröffentlichte er sein erstes Album, das den Titel A Night of Madness trägt. Gleichzeitig markiert dieses seine 10-jährige Aktivität in der Gabber-Szene. Der Veröffentlichung folgte eine weltweite Tour. Aus diesem Anlass wurde am 23. März 2011 auf dem offiziellen YouTube-Kanal von Traxtorm Records ein gleichnamiges Musikvideo ausgestrahlt. Das Album wurde auch von allen Traxtorm-Künstlern gut angenommen. Am 10. Oktober 2011 erschien die offizielle Hymne von Project Hardcore mit dem Titel Dedicated to Your Project, geschrieben von Filippo und gesungen von MC Jeff.
Im September 2012 wurde von Traxtorm Records ein Wettbewerb für den Remix des Titels A Night Of Madness organisiert. Calcagni stellte öffentlich und kostenlos über seinen Soundcloud-Account Samples und Lunches zur Verfügung, die Hobby-Produzenten dabei halfen, ihre Remixe zu komponieren. Die beiden von Calcagni ausgewählten Gewinner erschienen in der neuen EP Agony, die am 5. Februar 2013 veröffentlicht wurde. Im Jahr 2012 nahm Mad Dog an der Thrilogy 2012 mit Zatox und Crypsis teil. Am 16. November 2013 veröffentlichte DJ Mad Dog sein zweites Album Rudeness: Hardcore Beyond the Rules
Anfang Juli 2016 startet DJ Mad Dog ein neues Hardcore-Label namens Dogfight Records mit den anderen Künstlern Unexist, Tears of Fury und AniMe. Anfang 2017 veröffentlichte Mad Dog sein drittes Studioalbum Till I Die, das 30 Tracks enthält.

## Diskografie

### Alben
- 2011: A Night of Madness (Traxtorm Records)
- 2013: Rudeness : Hardcore Beyond The Rules (Traxtorm Records)
- 2017: Till I Die (Dogfight Records)

### Sonstige Veröffentlichungen
- 2001: The Memory Disappears (Traxtorm Records)
- 2001: Dog For Life (Impulse Records)
- 2002: Clockwork (mit Tommyknocker; Traxtorm Records Sinful Edition)
- 2002: History (vs. Impulse Factory; Impulse Records)
- 2003: Boom and Shake Up (Traxtorm Records)
- 2004: I Love Hardcore (Traxtorm Records)
- 2005: Our Thing E.P. Part 2 (Split mit The Stunned Guys et Tommyknocker; Traxtorm Records)
- 2005: Tales of Jelaousy (Split mit DJ Delirium; Traxtorm Records)
- 2006: Dangerous (Traxtorm Records)
- 2006: Disorder (Traxtorm Records)
- 2006: Enter the Time Machine (Kollaboration mit Tha Playah; Rotterdam Records Special)
- 2007: Fire (Kollaboration mit Noize Suppressor; Traxtorm Records)
- 2008: Let's Get It On (Kollaboration mit Art of Fighters; Traxtorm Records)
- 2008: Nasty (Traxtorm Records)
- 2008: Payback Time (The Official Thunderdome Anthem) (Kollaboration mit MC Justice, hymne de Thunderdome 2008)
- 2010: Here Comes the Madness (Traxtorm Records)
- 2011: Hardcore Machine (ollaboration mit AniMe; Traxtorm Records)
- 2011: Game Over (Kollaboration mit Amnesys; Traxtorm Records)
- 2011: Nothing Else Matters (Kollaboration mit The Stunned Guys; Traxtorm Records)
- 2011: Dedicated To Your Project (Kollaboration mit MC Jeff; Traxtorm Records)
- 2012: Bassdrum Bitch (Kollaboration mit Noize Suppressor; Noize Records)
- 2013: Agony (Traxtorm Records)